# Bagienice (województwo mazowieckie)
Bagienice – wieś sołecka w Polsce, położona w województwie mazowieckim, w powiecie przasnyskim, w gminie Chorzele.
Wierni Kościoła rzymskokatolickiego należą do parafii św. Mikołaja w Chorzelach.

## Historia
| SIMC    | Nazwa      | Rodzaj     |
| ------- | ---------- | ---------- |
| 0507242 | Przątalina | przysiółek |

Na terenie wsi znajduje się stanowisko archeologiczne Łysa Góra (nazywane też Rembielin) w formie piaszczystej wydmy położonej współcześnie na terenie bagiennym. Pierwsze badania przeprowadzono tu w 1959, kolejne z przerwami prowadzono w latach 1971–1984. W latach 90. XX w. zabezpieczono to, co odkryto wcześniej, a były to relikty osady mieszkalno-rzemieślnicznej i płaskie cmentarzysko z ciałopalnymi grobami użytkowane od wczesnej epoki żelaza po I wiek. Początkowo przyporządkowano ją do kultury kurhanów zachodniobałtyjskich, potem do kultury pomorskiej. Najcenniejszymi znaleziskami ze stanowiska są importy celtyckie datowane na czas od IV wieku p.n.e. do I wieku. Badaniom przewodził Jerzy Okulicz-Kozaryn.
W 2024 Państwowe Muzeum Archeologiczne w Warszawie we współpracy z Wydziałem Archeologii Uniwersytetu Warszawskiego zrealizowały badania archeologiczne na stanowisku. Zbadano osadę obronną datowaną na V–III w. p.n.e. i cmentarzysko datowane na IV w. p.n.e. Odkryto też starsze ślady obecności człowieka z VI–V w. p.n.e. Wśród artefaktów pozyskanych podczas wykopalisk znajdują się fragmenty ceramiki, szklane paciorki, przedmioty metalowe (z brązu), kamienne i krzemienne, ozdobne guzki, falery. Znaleziono zabytki związane z rybołówstwem, obróbka zboża i prawdopodobnie mleka. Ponad 70 artefaktów kultury lateńskiej, szczególnie naszyjniki i bransolety z charakterystycznym karbowanym zdobieniem, sugeruje obecność Celtów. Najcenniejszymi znaleziskami są zapinki wczesnolateńskie datowane na lata 350–260 p.n.e. Dzięki temu udało się potwierdzić chronologię osady. Odnaleziono również brązowy hełm celtycki z IV w. p.n.e. – drugie tego typu odkrycie na ziemiach polskich, co podkreśla wyjątkowość stanowiska nie tylko w skali kraju, ale i świata. Odsłonięto również pozostałości umocnień osady. Mogła stać się celem ataku najeźdźców (prawdopodobnie Wandalów) lub zostać spalona w wyniku pożaru. Określa się, że osada należała do kultury kurhanów zachodniobałtyjskich, jednak mieszkała tam również drużyna Celtów. Możliwe, że podporządkowali sobie miejscowych. Wieś zajmowała powierzchnię ok. 3 ha, mieszkało tu 100–150 osób. 
Stanowisko związane jest z funkcjonującym na tym terenie szlakiem bursztynowym. Osadę umiejscowiono na granicy – używając współczesnych podziałów – Mazowsza i Kurpi, w pobliżu granicy dawnej Puszczy Zielonej, gdzie do dziś znajduje się bursztyn.
W latach 1975–1998 wieś administracyjnie należała do województwa ostrołęckiego.
W okresie międzywojennym stacjonowała tu placówka Straży Celnej „Bagienice”.